# المواجهة (فلم 2016)
المواجهة (بالإنجليزية: Standoff) فيلم اكشن، وجريمة، وإثارة أمريكي - كندي من تأليف وإخراج آدم أليكا عام 2016. الفيلم من بطولة لورانس فيشبورن وتوماس جين وجوانا دوجلاس  وتدور الأحداث حول فتاة صغيرة تقوم بتصوير قاتل مأجور أثناء قتله لثلاثة من ضحاياه وعندما يطاردها يجد نفسه في مواجهة مع جندي سابق أخذ على عاتقه حماية الصغيرة.
صدر الفيلم إلى دور العرض بالمملكة المتحدة في 4 يناير 2016   و26 فبراير 2016 بالولايات المتحدة.  
منح موقع قاعدة بيانات الأفلام على الإنترنت (IMDB) الفيلم درجة 6.1/ 10.
منح موقع قاعدة بيانات الأفلام العربية "السينما.كوم" الفيلم درجة 5.8/ 10.

## طاقم التمثيل
لورانس فيشبورن: في دور القاتل
توماس جين: في دور كارتر جرين
إيلا بالنتين: في دور إيزابيل (بيرد)
جيم واتسون: في دور الضابط جيري بيكر
جوانا دوجلاس: في دور مارا جرين (زوجة كارتر)
لورا دي كارتريت: في دور زوجة كرايتون
جون تنش: في دور روجر (زوج العمة جاين)
دارسي روي: في دور حارس شخصي
تيد أثرتون: في دور الكاهن
كريج بوريت: في دور المرسل
جى. جى. ديمشلي: في دور سام (ابن كارتر جرين) 

## أحداث الفيلم
تذهب الفتاة الصغيرة إيزابيل (إيلا بالنتين) بصحبة روجر (جون تنش)، زوج عمتها جاين، إلى المقابر لزيارة ضريح والدها ووالدتها الذين قتلا في حادث سيارة. تضع إيزابيل وردة على القبر وتقوم بتصويره وتصوير المنطقة الخضراء المحيطة. كان والدها قد ترك كاميرا أصبحت هي الشيء الوحيد الذي يذكرها بوالديها، ويمكنها الاحتماء به. يلفت نظر إيزابيل مشهد الكاهن (تيد أثرتون) وهو يقف يتلو كلمات قبل دفن جثة كرايتون، وتقف أمامه زوجة المتوفى (لورا دي كارتريت) وحارسها الشخصي (دارسي روي). يسقط الكاهن مقتولاً برصاص قاتل ملثم (لورانس فيشبورن) الذي يقتل الحارس الشخصي أيضاً، ثم يقتل السيدة وهو يخبرها أنه جاء يؤدي مهمة لرجل ذو منصب لا يصح معاداته. يسمع روجر طلقات الرصاص ويسارع للبحث عن إيزابيل فيعاجله القاتل برصاصة قاتله، ويلحظ وجود إيزابيل بعيدة تصور ما يحدث. يسارع القاتل لقتل إيزابيل والحصول على الكاميرا التي تحوي دليل إجرامه وخصوصاً أنه قد أزال اللثام عن وجه أثناء قتل السيدة. تهرب إيزابيل إلى الغابة وتصل إلى منزل رجل يدعى كارتر (توماس جين)، الذي يتعهد بحمايتها. يدخل القاتل منزل كارتر ويتبادلا إطلاق الرصاص فيصاب القاتل في عضلات بطنه بينما يصاب كارتر في قدمه. يصبح كارتر عالقاً في الطابق العلوي والقاتل في الطابق السفلي، ويرسل كارتر الفتاة للحصول على بعض المصابيح التي يكسرها ويلقي بها على الدرج لسماع خطوات القاتل عند صعوده. يجد القاتل صورة لكارتر بالزي العسكري مع زوجته مارا (جوانا دوجلاس) وابنه سام (جى. جى. ديمشلي)، كما يعثر على خطاب كان كارتر قد حرره لزوجته يخبرها أنه كان السبب في وفاة سام، ويبدو الخطاب وكأنه خطاب قبل الإنتحار. 
يتجول جيري بيكر (جيم واتسون)، نائب الشريف، بسيارته وعندما يشاهد سيارات خاوية بجوار المقابر يترجل ويتفقد المكان، ويسمع صوت طلق ناري ويتقدم من منزل كارتر ولكن القاتل يعاجله برصاصة فيسقط متألماً. يخفي القاتل سيارة النائب ويحمله إلى داخل المنزل ليقايض كارتر بحياة النائب. يبدأ القاتل في كسر أصابع النائب وعندما لا يستجيب كارتر يقوم القاتل بقتل النائب.
يصاب الرجلان ويتعبان ومع حلول الليل تصل سيارة ويرى كارتر أن القاتل اتصل بزوجته مارا مدعيا أنه قلق بشأن كارتر. يعطي كارتر سلاحه لإيزابيل، ويطلب منها التصويب على الدرج وإطلاق النار إذا رأت القاتل. يهبط كارتر بدلاً من الفتاة، ويطلق القاتل النار على ركبة كارتر، بينما تهبط إيزابيل السلالم لحماية كارتر. تومض الأضواء، مما يشتت انتباه القاتل ويدفعه كارتر ويطعنه. تسارع مارا وتتصل بالشرطة ويتعانق كارتر ومارا وإيزابيل.

## إنتاج وإصدار الفيلم
تأكد انضمام توماس جين إلى طاقم التمثيل في 1 مايو 2014 لأداء دور "كارتر" (للمرة الثانية يقوم جين بأداء بطولة شخصية تحمل اسم كارتر، كانت المرة الأولى في فيلم "بحر أزرق عميق Deep blue sea" عام 1999). تم التصوير في أونتاريو، كندا، في مواقع شملت: سولت سانت ماري - إيكو باي – بار ريفر. كانت شركات الإنتاج تبحث عن فتى قوقازي يبلغ من العمر 6 سنوات لدور أبن كارتر ويشترط أن يكون من سكان منطقة التصوير في سولت سانت ماري، وقامت بنشر الإعلانات لطلب هذا الطفل. صدر الفيلم عبر جميع منصات البث والكابلات الرئيسية يوم الجمعة  12 فبراير 2016. صدر الفيلم في إصدار محدود إلى دور العرض الأمريكية يوم الجمعة 26 فبراير 2016.

## استقبال الفيلم
منح موقع "الطماطم الفاسدة" الفيلم تقييماً مقداره 53% بناءاً على آراء 15 ناقداً سينمائياً، ومنح موقع "ميتاكريتيك" الفيلم تقييماً مقداره 36% بناءاً على آراء 5 نقاد.
وصفت مجلة هوليوود ريبورتر الفيلم بأنه: "فيلم قوي من فئة (B) وإن لم يكن مفاجئًا حيث أن عنوانه يفسر كل شيء."
منح جلين كيني، على موقع الناقد روجر إيبرت، الفيلم نجمة واحدة من أصل أربعة نجوم  قائلاً: "لإعطاء الفضل لمن يستحقه، فإن هذه الفوضى الفاترة للفيلم تقدم ما يعد به عنوانه."
كتبت سلنت ماغازين: "فيلم "المواجهة" ليس ملهم تمامًا، لكنه يتأرجح على تواضع غير متوقع من الاحتراف."
كتبت صحيفة لوس أنجلوس تايمز مقالة سلبية، قائلة: "في نهاية اليوم الطويل للغاية، لا يمكن حتى لجاذبية بطل الفيلم فيشبورن، التي يمكن الاعتماد عليها، أن تدفع بهذا العمل المتعثر إلى النهوض."

## وصلات خارجية
- مقالات تستعمل روابط فنية بلا صلة مع ويكي بيانات